# جيمس إينغرام
جيمس إينغرام هو دبلوماسي وسياسي أسترالي، ولد في 27 فبراير 1928 في Warragul ‏ في أستراليا.